# Stelis anthidioides
Stelis anthidioides là một loài Hymenoptera trong họ Megachilidae. Loài này được Timberlake mô tả khoa học năm 1941.